# Посёлок Первомайского отделения конезавода № 11
Первома́йского отделе́ния конезаво́да № 11 — посёлок в Панинском районе Воронежской области России. Входит в состав Дмитриевского сельского поселения.

## Население
| 2005 | 2010 |
| ---- | ---- |
| 130  | ↗303 |

## Улицы
- ул. Кольцевая,
- ул. Мирная,
- ул. Садовая.